# Диоцез Солсбери

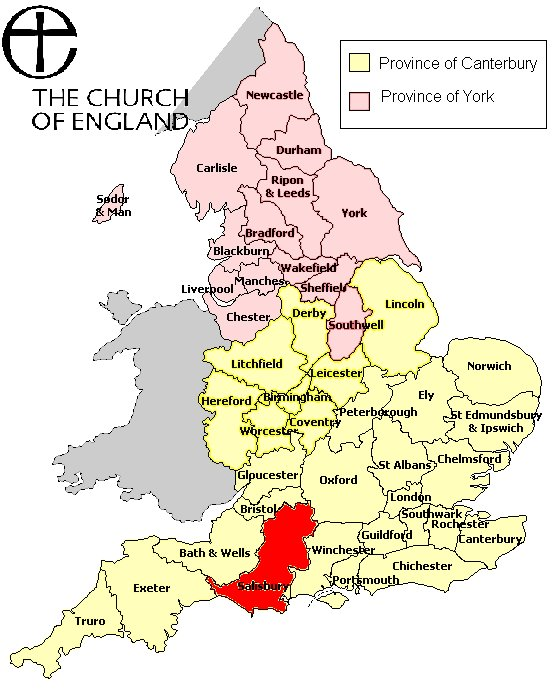
Карта диоцезов Церкви Англии, на которой диоцез Солсбери показан красным цветом.

Диоцез Солсбери — один из диоцезов Церкви Англии на юге Англии. Он включает Дорсет и большую часть Уилтшира (за исключением Суиндона и северной части Уилтшира) и является составной частью Провинции Кентербери. Диоцезом руководит епископ Солсбери и епархиальный синод. Солсберийский собор является литургическим сердцем епархии.